# Thomas Kromp
Thomas Kromp (* 1949 oder 1950) ist ein deutscher Tauchlehrer, Sportcoach und Autor von Sachbüchern zum Sporttauchen.

## Leben
Thomas Kromp ist seit 1980 in der Aus- und Weiterbildung von Tauchlehrern tätig. Der selbständige Kaufmann vertritt seit 1984 Unternehmen der Sportartikelindustrie als Verkaufsförderer, Berater und Personaltrainer. Dabei bietet er Seminare zu Themen wie Führung und Motivation, Teamaufbau oder Verkaufspsychologie.
Als Inhaber eines Ladengeschäfts für Tauchartikel kam Thomas Kromp in Kontakt zum Tauchsport und erlebte über diverse Funktionärsposten in verschiedenen Tauchausbildungsorganisationen einen gewissen Bekanntheitsgrad in der deutschen Tauchszene.
Kromps Pläne zur Errichtung der weltweit größten Indoor-Tauchbasis mit Hotel auf dem Areal einer vormaligen Kläranlage im nordrhein-westfälischen Witten (Kläranlage Witten) wurden im November 2017 gescheitert erklärt, da sich die Investoren und der Projektentwickler auf kein Finanzierungsmodell einigen konnten.
Seit Oktober 2013 ist Kromp federführend für den Seminarbereich des Bremer Tauchversicherers Aqua Med zuständig.
Kromp war bei der Tauchorganisation International Aquanautic Club verantwortlich für die Ausarbeitung von Ausbildungsinhalten und die Durchführung von Tauchlehrerseminaren. Im Jahre 2020 wurde das Beschäftigungsverhältnis durch International Aqaunautic Club aufgekündigt. Seitdem engagiert sich  Thomas Kromp bei NASDS (National Association of Scuba Diving Schools).
Seit 2021 ist Thomas Kromp im Aufsichtsrat von LM IT Service AG und seit 2013 in diesem Zusammenhang als Trainer im Microsoft Job Stipendium bei LM eingebunden.
Thomas Kromp lebt in Essen.

## Schriften (Auswahl)
- mit Hans J. Roggenbach, Peter Bredebusch: Praxis des Tauchens. 1996. 17., aktualisierte Auflage: Delius Klasing, Bielefeld 2019, ISBN 978-3-667-11366-5.
- mit Hans J. Roggenbach, Peter Bredebusch: Tauchausbildung zum CMAS*. 2002. 7., überarbeitete Auflage: Delius Klasing, Bielefeld 2017, ISBN 978-3-667-10997-2.
- mit Jochen Prey, Frank Schneider: Handbuch Trockentauchen. Kosmos, Stuttgart 2007, ISBN 3-440-10981-X.
- mit Frank Schneider, Jochen Prey: Sicher Tauchen mit Nitrox. Kosmos, Stuttgart 2008, ISBN 978-3-440-11201-4.
- mit Frank Schneider, Marco Röschmann:  Safety first – Sicherheit für Taucher. Kosmos, Stuttgart 2009, ISBN 978-3-440-11202-1 (Alternativtitel  Tauchsicherheit).
- mit Oliver Mielke: Tauchen – das Handbuch. 2010. 4. Auflage: Kosmos, Stuttgart 2017, ISBN 978-3-440-15845-6.[9]

## Belege
1. 1 2  Dennis Sohner: Klärwerk in Witten soll weltgrößte Taucher-Anlage werden. In: Westdeutsche Allgemeine Zeitung. Funke Mediengruppe, 18. März 2013, abgerufen am 2. August 2017.
2. 1 2  Aqua med baut Seminarbereich aus. In: Tauchen.de, 20. Oktober 2013, abgerufen am 2. August 2017.
3. ↑  Thomas Kromp. Autorenprofil auf der Website der Franckh-Kosmos Verlags-GmbH & Co. KG, abgerufen am 2. August 2017.
4. ↑  Coaching Kromp. Website der ManagerSeminare Verlags GmbH, 24. Februar 2014, abgerufen am 2. August 2017.
5. 1 2  Thomas Kromp. Vita auf der Website von Coaching Kromp, Inhaber Thomas Kromp, abgerufen am 2. August 2017.
6. ↑  Johannes Kopps: Geplantes Tauchsportcenter in Witten geht endgültig unter. In: Westdeutsche Allgemeine Zeitung (online), 10. November 2017, abgerufen am 15. November 2017.
7. ↑  Das Dive i.a.c. Team. Website des International Aquanautic Clubs, abgerufen am 2. August 2017.
8. ↑  Dennis Sohner: Traum vom Tauchcenter in Witten vor dem Aus. In: Westdeutsche Allgemeine Zeitung. Funke Mediengruppe, 19. Juli 2016, abgerufen am 2. August 2017.
9. ↑  Tauchen: Handbuch Modernes Tauchen. (Memento vom 3. August 2017 im Internet Archive) In: UnterWasserWelt 03/2010, abgerufen am 2. August 2017 (Rezension).

| Personendaten    | Personendaten                                                                |
| ---------------- | ---------------------------------------------------------------------------- |
| NAME             | Kromp, Thomas                                                                |
| ALTERNATIVNAMEN  | Kromp, Th. (Autorenname); Kromp, T. (Autorenname)                            |
| KURZBESCHREIBUNG | deutscher Tauchlehrer, Sportcoach und Autor von Sachbüchern zum Sporttauchen |
| GEBURTSDATUM     | 1949 oder 1950                                                               |